# Gletsjermelk

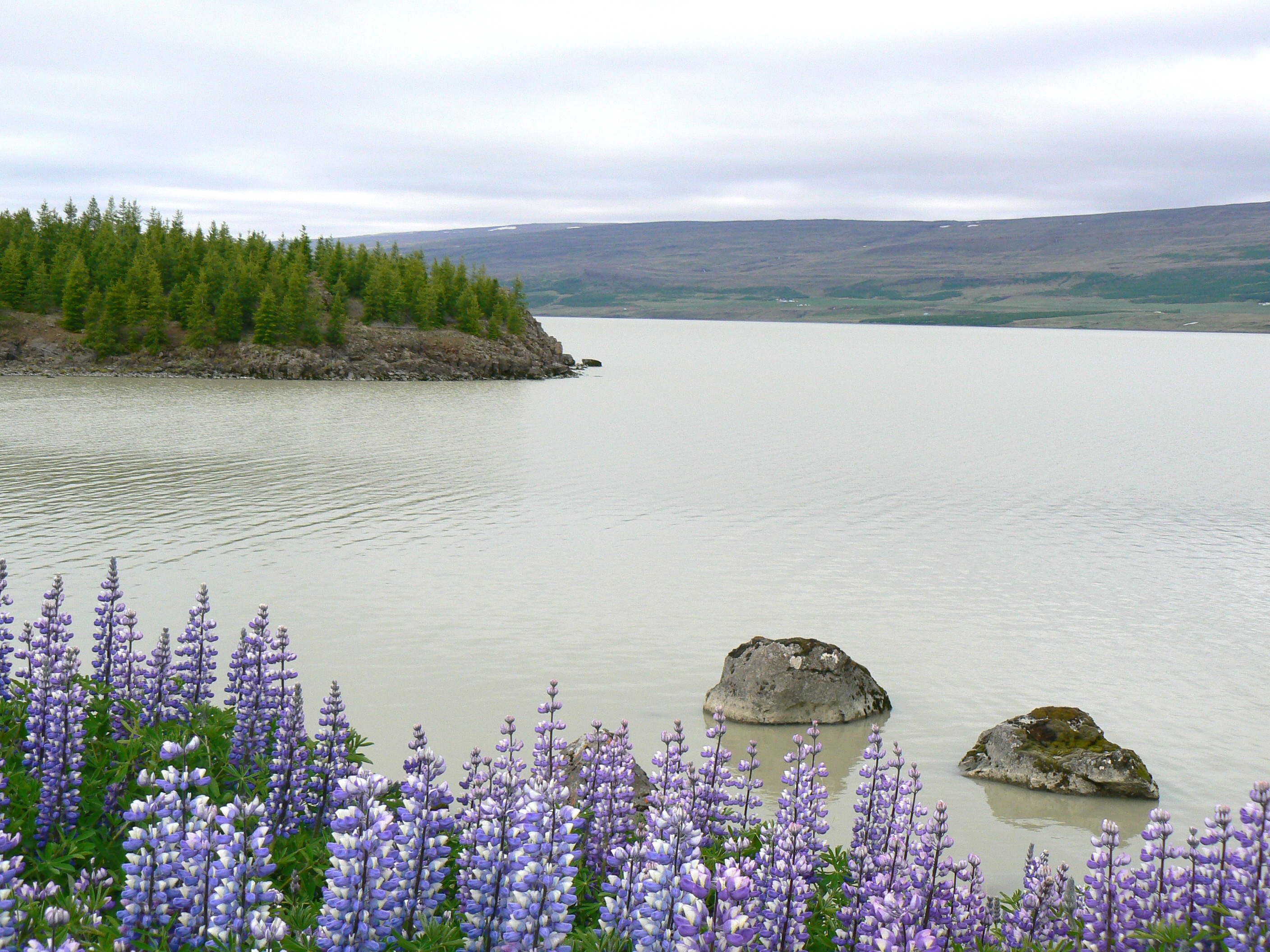
Het IJslandse meer Lagarfljót wordt gevoed met op melk gelijkend water van een gletsjerrivier.

Gletsjermelk is smeltwater  van een gletsjer dat vermengd is met geërodeerde (door de gletsjer afgesleten) rots. Doordat deze, soms zeer fijne poederachtige rotsdeeltjes als een suspensie in het water zweven, is het uiterlijk ervan vergelijkbaar met melk. Vandaar de benaming.
Als de in het water zittende bestanddelen bezinken, kunnen warven ontstaan. Dit gebeurt als er seizoenale verschillen in de aanvoer van het sediment zijn. De concentratie van in het voorjaar tot in de zomer vervoerde sedimentpartikels is vaak hoger dan die van in de winter. Dit geeft een afwisseling van dunnere tot dikkere, en van licht en donker gekleurde laagjes, de warven. Gedroogd kunnen deze fijne deeltjes door de wind getransporteerd worden en aanleiding geven tot lössafzettingen.